# 神龍橋
神龍橋（しんりゅうばし）は、広島県北東部の帝釈峡内神竜湖にかかる人道橋(歩道橋)。

## 概要
国の登録有形文化財、土木学会選奨土木遺産。帝釈川ダムのダム湖である神竜湖に掛かる、帝釈峡の探勝歩道の橋の一つ。広島県土木局ではなく、県の環境県民局環境部が維持管理している。
遊覧船で下からも眺められる。元々は広島県道25号三原東城線に架けられた二代目の紅葉橋だった。

## 歴史
1924年（大正13年）の帝釈川ダム完成に伴い、県道筋の道路橋として初代紅葉橋（2径間プラットトラスで、トレッスル橋でもあった。）が架僑されたが、1931年（昭和6年）にダムのかさ上げが行われることが決定した際に橋が水没することが予想されたため、1930年（昭和5年）に本橋が二代目の紅葉橋として現紅葉橋の位置に架橋された。この際初代紅葉橋の真上に架僑された。橋種はペンシルベニアトラスと呼ばれる珍しいトラス橋で、戦前の道路橋における単スパントラス橋としては日本最長だった。ただ当時の幅員は2.0m（中間拡幅部3.6m）しかなく、戦後の交通量では対応できなくなっていた。
三原東城線整備に伴い1985年（昭和60年）にすぐ隣に現在の三代目紅葉橋が竣工されると、一旦その側道橋（歩道橋）として利用されていた。ただ歴史的な橋として保存活用が模索された中で、同年に神龍湖の周回に探勝歩道を整備する計画が上がり、二代紅葉橋を歩道橋として再整備し、橋名を現在の神龍橋に改めた。ちなみに県道から北へ約400mに位置する現在地まで、湖面上をユニフロート工法（組立式台船）で移動させる珍しい施工方法が用いられた。総事業費1億3,100万円。
1992年（平成4年）に補修工事が行われている。2002年（平成14年）土木学会選奨土木遺産、2009年（平成21年）国の登録有形文化財に登録された。

## ギャラリー

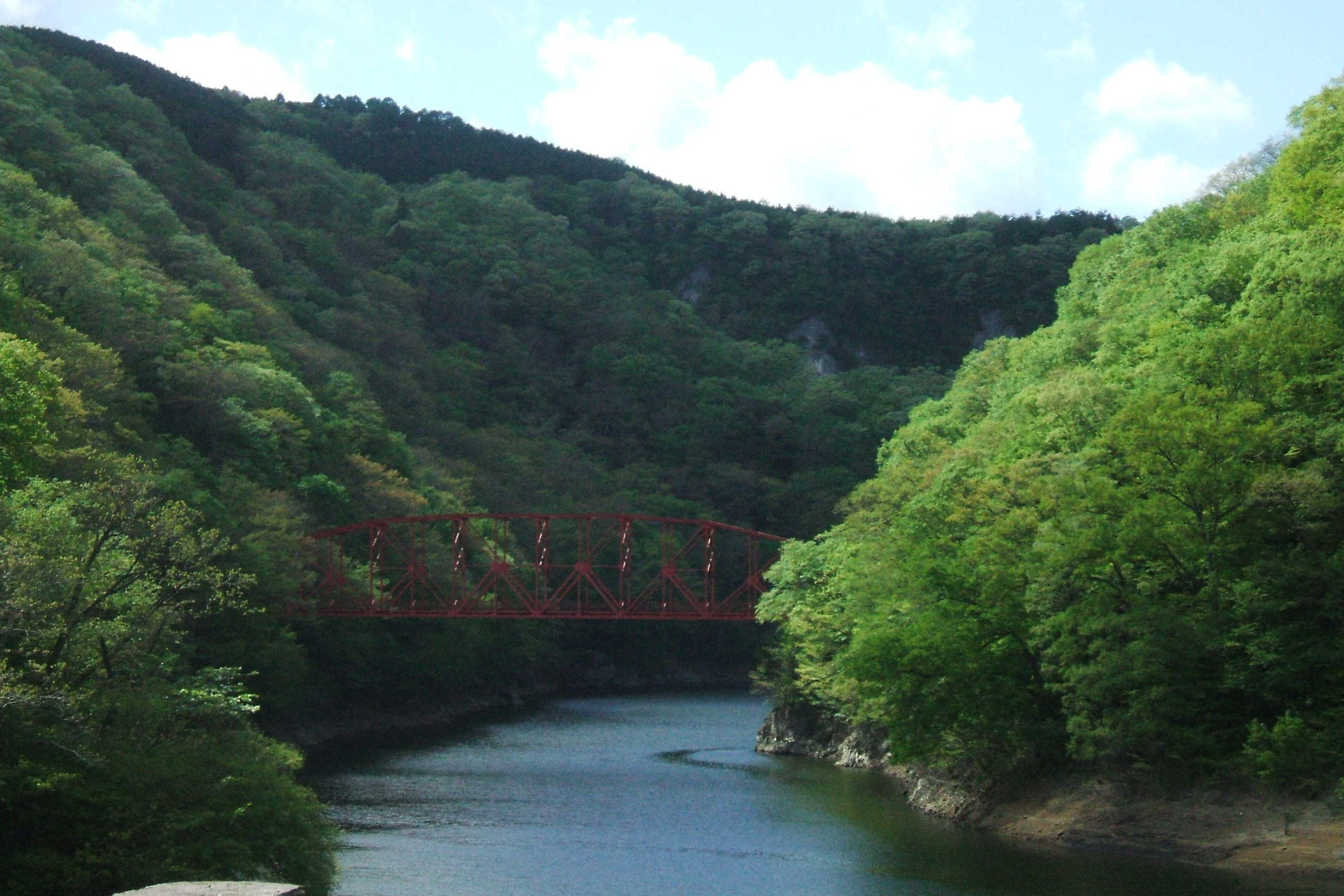
南側から見た神龍橋
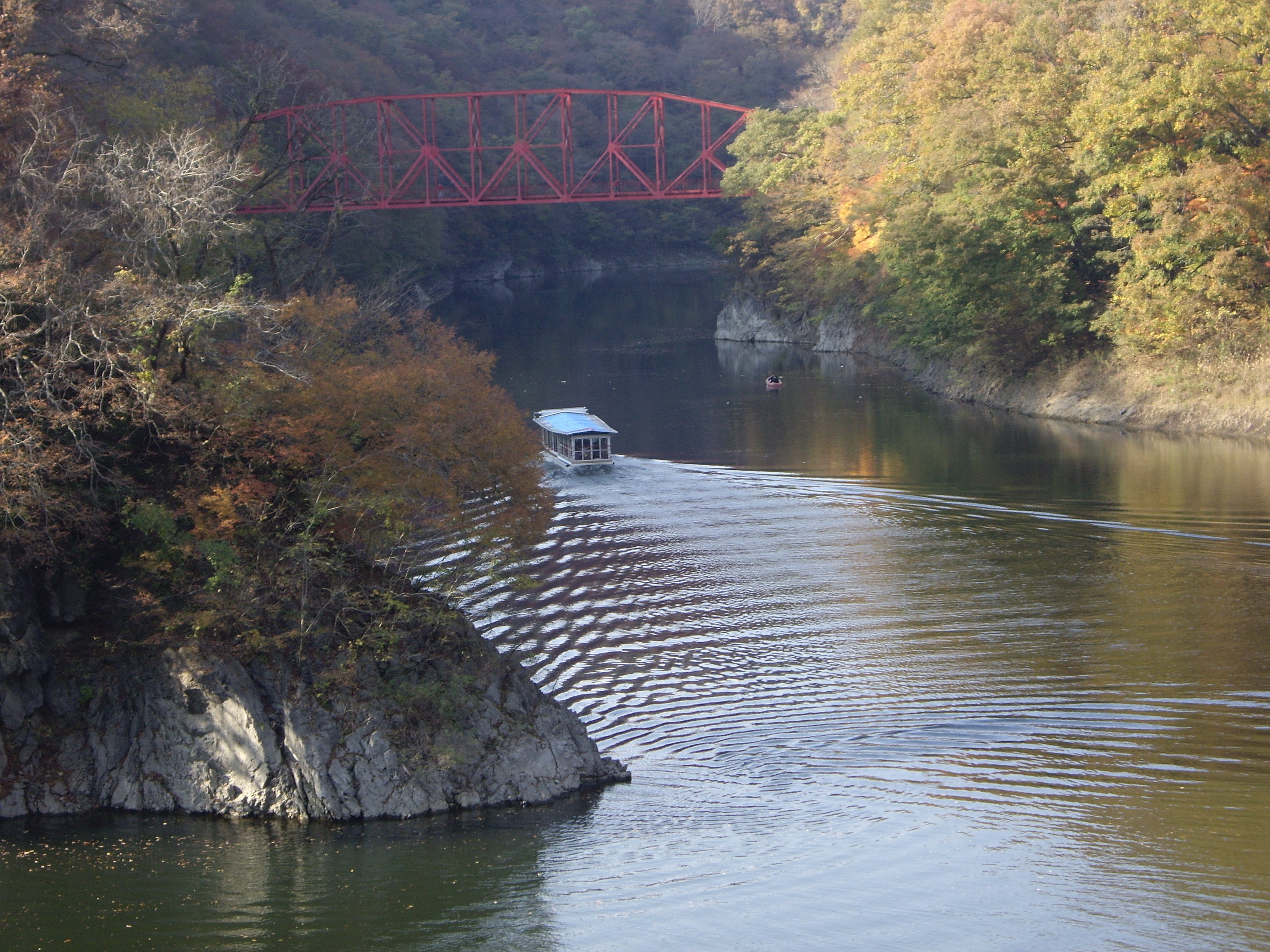
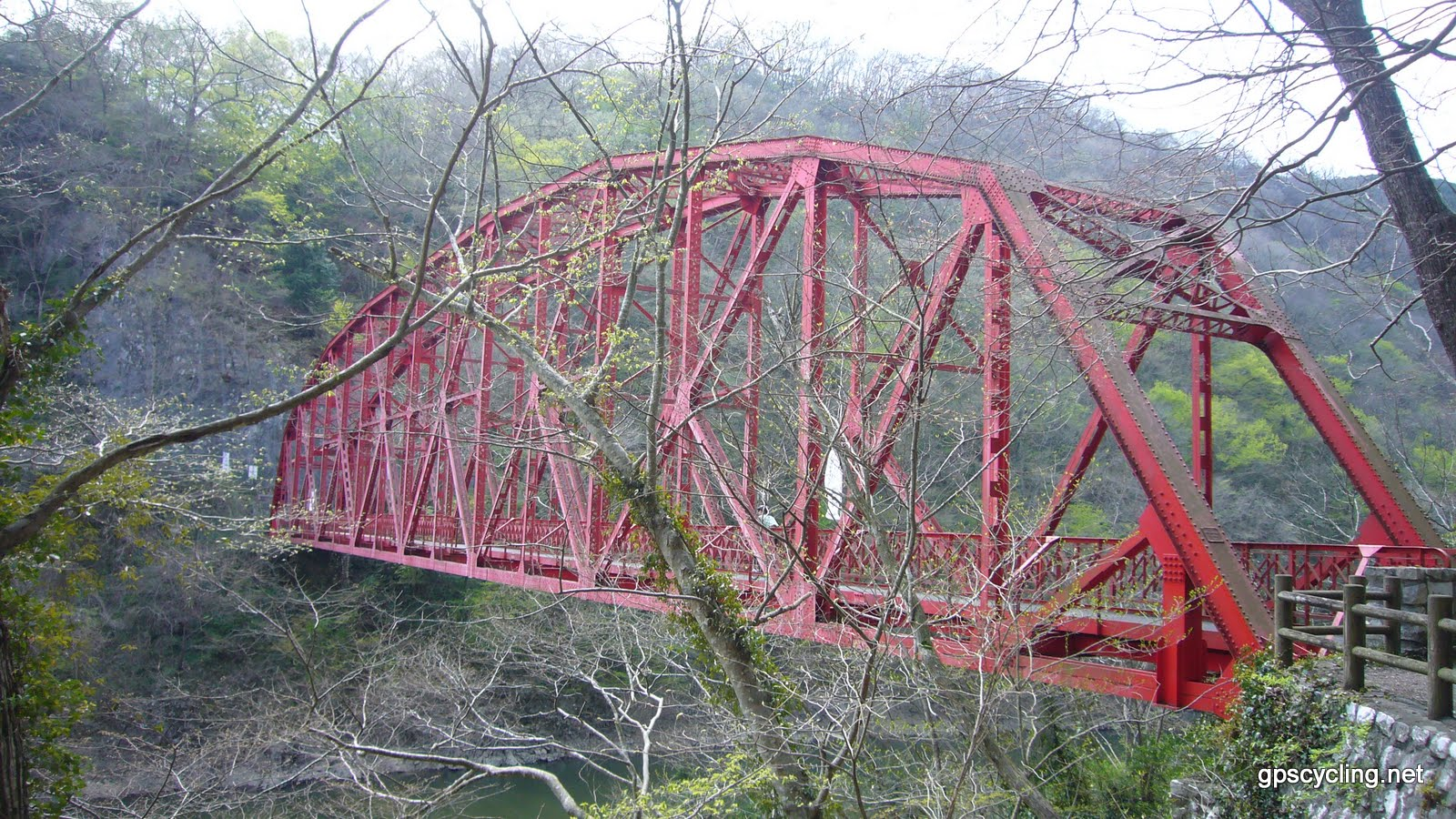

## 参考資料
- 歴史的鋼橋 T9-057神龍橋 - 土木学会
- 戦前土木絵葉書ライブラリ - 土木学会。県道橋だった紅葉橋時代の写真。